# Ignacio Torres Giraldo
Ignacio Torres Giraldo (Filandia, Quindío, 5 de marzo de 1893-Cali, 15 de noviembre de 1968) fue un sindicalista y político comunista colombiano. Presidente y secretario del Partido Comunista Colombiano entre 1934 y 1938.

## Biografía
Nacido en Filandia (Quindío). El libro de bautismos 03, folio 187, registra el bautismo de Ignacio Antonio el 5 de marzo de 1893, hijo de Ignacio Antonio Torres Arias y Dolores Giraldo López. Abuelos paternos Martín Torres y Fernanda Arias y maternos Felipe Giraldo y María de Jesús López. Los padres de Ignacio eran de origen antioqueño y descendientes de colonos.
Su padre sufre los rigores de la persecución conservadora a raíz de su apoyo a los liberales en la guerra de los Mil Días. Sus primeros años de vida transcurren entre Pereira y Sevilla. Por los cambios de domicilio familiar y falta de recursos sólo aprende a escribir a los 16 años. Ya podía juntar sílabas y palabras gracias a la ayuda de una hermana menor, de su abuela que usaba un libro de oraciones y de su esfuerzo autodidacta cuando trataba de leer todos los avisos públicos de Pereira.
A partir de 1911 toma libros en alquiler de la única biblioteca existente en Pereira y compraba cuando le era posible libros de autores españoles y franceses. Toma algunas clases como asistente del profesor Deogracias Cardona, a quien le presenta unos poemas dedicados al río Otún y que, según Torres Giraldo, eran "horrorosos".
Durante su adolescencia simpatizó con el liberalismo radical de Rafael Uribe Uribe y de Benjamín Herrera, posiciones que expresa en el periódico El Martillo, Periódico del Pueblo en 1914, pero los sucesos de la Revolución de octubre de 1917 lo llevaron a vincularse prontamente al movimiento obrero y al marxismo. Participó en la fundación de los primeros sindicatos y grupos socialistas de Colombia, viajando por todo el país en labores de agitación.

### Activismo sindical y político
Junto a otros líderes populares como María Cano, Raúl Eduardo Mahecha y Tomás Uribe Márquez organiza sindicatos, promueve huelgas y hace demandas en defensa de los trabajadores. Este grupo resulta fundamental en la huelga de las bananeras contra la United Fruit Company en el norte de Colombia, que desemboca en una horrenda masacre ejecutada por el ejército en diciembre de 1928 y que pudo alcanzar unas 1400 víctimas.
Participó de la redacción de los primeros periódicos comunistas del país, entre ellos La Humanidad y Tierra.
En este período sufrió detenciones, prisión y destierros arbitrarios por parte de autoridades locales y regionales que veían en Torres Giraldo un enemigo público por sus ideas revolucionarias. Participó en la fundación de la Confederación Obrera Nacional CON, del Partido Socialista Revolucionario y del Partido Comunista de Colombia, del cual fue secretario general de 1934 a 1938. Participó del IV Congreso de la Internacional Sindical Roja y del secretariado latinoamericano de la Internacional Comunista en Moscú.
En la Unión Soviética vive y trabaja por casi cinco años y se convierte en uno de los primeros enlaces comunistas con España y el resto de Latinoamérica. Durante ese tiempo aprende a comunicarse fluidamente en ruso, alemán e italiano.

### Retiro y años de escritura
Desavenencias con la dirección nacional del Partido Comunista Colombiano lo llevaron a marginarse de este en 1942, siendo públicas sus diferencias  desde la década anterior con Luis Vidales y Augusto Durán. La salida de Ignacio Torres Giraldo del Partido Comunista de Colombia se da por discusiones y debates internos en los que él asumía una lectura diferente de otros líderes de ese partido.
Torres Giraldo se dedicó entonces al trabajo intelectual y periodístico publicando los cinco tomos de Los inconformes, trabajo histórico sobre las luchas populares en Colombia. Publicó también María Cano, mujer rebelde, La cuestión campesina en Colombia, La cuestión Indígena en Colombia, La histórica huelga de las bananeras y además, varias obras de ficción todavía inéditas. Valen la pena mencionar otras obras de corte autobiográfico y de ficción, como "Fuga de sombra" terminada en 1928 o "Recuerdos de infancia" firmada en 1950 y también la novela "Daniel" y escritos más breves como "Diálogos en la sombra", "El míster Jeremías", "Misiá Rudestina de Pimentón" e incluso cuentos infantiles como "Viruta y aserrín", "El grillo rojo" y "El arco iris".
En los últimos años, al tiempo que escribía, organizaba su archivo y dictaba cursos sindicales; también tuvo una pequeña librería en Palmira, llamada "Cervantes". Fue padre de Eddy y Urania y abuelo de varios nietos.

## Muerte
Muere a los 75 años en Cali y su cuerpo fue velado en la sede de la Federación de Trabajadores del Valle "Fedetav", siendo despedido por líderes del Partido Comunista, líderes sindicales y políticos. Luego de su muerte, la familia donó su amplísimo archivo de libros y papeles a la Facultad de Humanidades de la Universidad del Valle, que lo declaró patrimonio de la nación e inició sus trabajos de conservación y difusión. Dicha institución académica publicó de manera póstuma Anecdotario (2004) y Cincuenta meses en Moscú (2005).